# Neue Bohlenmühle
Die Neue Bohlenmühle (auch: Spenglermühle) ist eine ehemalige Mühle in der Gemeinde Mühltal im hessischen Landkreis Darmstadt-Dieburg am Westrand des Odenwaldes. 

## Geographische Lage
Die neue Bohlenmühle steht an einem Mühlgraben, der unmittelbar hinter der Waldmühle vom Beerbach abzweigt.
Wenige Meter westlich der neuen Bohlenmühle mündet der Mühlgraben wieder in den Beerbach.

## Geschichte und Beschreibung
Die Mühlenanlage wurde im Jahre 1701 erbaut.
Von der in quadratisch geschlossener Form errichteten Mühlenanlage sind ein winkelförmiges Remisengebäude mit Stichbogenarkaden und das steinerne Rundbogentor mit einem Giebelaufsatz erhalten geblieben.

## Denkmalschutz
Heute ist die Mühlenanlage ein reines Wohngebäude.
Der Restbestand der historischen Bausubstanz dokumentiert die wirtschaftsgeschichtliche Bedeutung der Mühlenanlage.
Aus architektonischen, industriegeschichtlichen, ortsgeschichtlichen und wirtschaftsgeschichtlichen Gründen steht das Bauwerk unter Denkmalschutz.